# Покровка (міський округ місто Викса)
Покровка (рос. Покровка) — присілок в Виксинському міському окрузі Нижньогородської області Російської Федерації.
Населення становить 165 осіб. Входить до складу муніципального утворення Міський округ місто Викса.

## Історія
Раніше населений пункт належав до ліквідованого 2011 року Виксинського району. До 2011 року входило до складу муніципального утворення Новодмитрієвська сільрада.

## Населення
| 1999 | 2002 | 2010 |
| ---- | ---- | ---- |
| 279  | ↘221 | ↘165 |